# Ruth Hussey
Pour les articles homonymes, voir Hussey.
Ruth Hussey est une actrice américaine née le 30 octobre 1911 et morte le 19 avril 2005.

## Filmographie partielle
- 1937 : La Grande Ville (The Big City) de Frank Borzage
- 1937 : Madame X : Annette
- 1938 : Les Enfants du Juge Hardy (Judge Hardy's Children) de George B. Seitz : Margaret 'Maggie' Lee
- 1938 : Hold That Kiss de Edwin L. Marin : Nadine Piermont Kent
- 1938 : Marie Antoinette de W. S. Van Dyke : Duchesse de Polignac
- 1938 : Rich Man, Poor Girl : Joan Thayer
- 1938 : Time Out for Murder : Peggy Norton
- 1938 : Cinq jeunes filles endiablées (Spring Madness) de S. Sylvan Simon : Kate 'Katie' McKim
- 1939 : Honolulu d'Edward Buzzell : Eve
- 1939 : Within the Law (en) de Gustav Machatý : Mary Turner
- 1939 : Maisie d'Edwin L. Marin : Sybil Ames
- 1939 : Femmes (The Women) de George Cukor : Miss Watts
- 1939 : Chantage (Blackmail) de H. C. Potter : Helen Ingram
- 1939 : Mon mari court encore (Fast and Furious) de Busby Berkeley : Lily Cole
- 1939 : Nick joue et gagne (Another Thin Man) de  W.S. Van Dyke : Dorothy Waters
- 1940 : Suzanne et ses idées (Susan and God) de George Cukor : Charlotte
- 1940 : L'Appel des ailes (Flight Command) de Frank Borzage : Lorna Gary
- 1940 : Le Grand Passage (Northwest Passage) de King Vidor
- 1940 : Indiscrétions (The Philadelphia Story) de George Cukor : Elizabeth Imbrie
- 1941 : Free and Easy de George Sidney : Martha Gray
- 1941 : Une femme de trop (Our Wife) de John M. Stahl : Professeur Susan Drake
- 1941 : Married Bachelor : Norma Haven, aka Norma Winters
- 1941 : Souvenirs (H.M. Pulham, Esq.) de King Vidor : Cordelia 'Kay' Motford Pulham
- 1942 : Pierre of the Plains : Daisy Denton
- 1942 : Tennessee Johnson de William Dieterle : Eliza McCardle Johnson
- 1943 : Tender Comrade d'Edward Dmytryk : Barbara Thomas
- 1944 : La Falaise mystérieuse (The Uninvited) de Lewis Allen : Pamela Fitzgerald
- 1944 : Marine Raiders : Lt. Ellen Foster
- 1945 : Bedside Manner : Dr. Hedy Fredericks, MD
- 1948 : I, Jane Doe : Eve Meredith Curtis
- 1949 : Le Prix du silence (The Great Gatsby) d'Elliott Nugent : Jordan Baker
- 1950 : Louisa d'Alexander Hall : Meg Norton
- 1950 : Monsieur Musique (Mr. Music) de Richard Haydn : Lorna Marvis
- 1951 : Bon sang ne peut mentir (That's My Boy) de Hal Walker : Ann Jackson
- 1952 : Woman of the North Country (en) : Christine Powell, later Christine Ramlo
- 1952 : La Parade de la gloire (Stars and Stripes Forever) de Henry Koster : Jennie Sousa
- 1953 : Madame voulait un manteau de vison (The Lady Wants Mink) de William A. Seiter : Nora Connors
- 1960 : Voulez-vous pêcher avec moi ? (The Facts of Life) de Melvin Frank : Mary Gilbert
- 1970 : The Resurrection of Broncho Billy de James R. Rokos : voix off